# Wahlkreis Bernkastel-Kues/Morbach/Kirchberg (Hunsrück)
Der Wahlkreis Bernkastel-Kues/Morbach/Kirchberg (Hunsrück) (Wahlkreis 23) ist ein Landtagswahlkreis in Rheinland-Pfalz. Bei seiner Neuerrichtung zur Landtagswahl 1991 umfasste der Wahlkreis Bernkastel-Kues/Morbach die verbandsfreie Gemeinde Morbach und die Verbandsgemeinden Bernkastel-Kues, Neumagen-Dhron und Thalfang am Erbeskopf sowie die Gemeinden der ehemaligen Verbandsgemeinde Traben-Trarbach, alle Landkreis Bernkastel-Wittlich. Später kam noch die Verbandsgemeinde Kirchberg (Hunsrück) im Rhein-Hunsrück-Kreis hinzu, welche seit 2006 auch im Namen des Wahlkreises erwähnt wird.

## Wahl 2021
Für die Landtagswahl 2021 traten folgende Kandidaten an:
| Direktkandidaten        | Partei           | Wahlkreisstimmen in % | Landesstimmen in % |
| ----------------------- | ---------------- | --------------------- | ------------------ |
| Bettina Brück           | SPD              | 25,5                  | 34,8               |
| Karina Wächter          | CDU              | 32,1                  | 28,6               |
| Harald Bechberger       | AfD              | 06,5                  | 07,1               |
| Frank Klein             | FDP              | 09,1                  | 06,9               |
| Jutta Blatzheim-Roegler | Grüne            | 06,2                  | 06,0               |
| Melanie Wery-Sims       | Die Linke        | 02,5                  | 02,3               |
| Hugo Bader              | Freie Wähler     | 16,0                  | 09,4               |
| –                       | Piraten          | –                     | 00,5               |
| Johannes Schneider      | ÖDP              | 01,5                  | 00,8               |
| –                       | Klimaliste       | –                     | 00,3               |
| –                       | Die PARTEI       | –                     | 01,0               |
| –                       | Tierschutzpartei | –                     | 01,6               |
| –                       | Volt             | –                     | 00,7               |
| Rainer Stablo           | dieBasis         | 00,7                  | –                  |

## Wahl 2016
Die Ergebnisse der Wahl zum 17. Landtag Rheinland-Pfalz vom 13. März 2016:
| Direktkandidaten                  | Partei       | Wahlkreisstimmen | Landesstimmen |
| --------------------------------- | ------------ | ---------------- | ------------- |
| Bettina Brück                     | SPD          | 33,6 %           | 35,8 %        |
| Alexander Licht                   | CDU          | 37,9 %           | 34,7 %        |
| Jutta Blatzheim-Roegler           | GRÜNE        | 4,5 %            | 3,7 %         |
| Frank Klein                       | FDP          | 9,5 %            | 7,7 %         |
| Hans-Werner Jung                  | DIE LINKE    | 4,0 %            | 2,6 %         |
| Willi Feilen                      | Freie Wähler | 8,1 %            | 2,7 %         |
| Johannes Schneider                | ÖDP          | 1,5 %            | 0,6 %         |
| Richard Pestemer                  | Pestemer     | 1,0 %            | –             |
| –                                 | AfD          | –                | 10,4 %        |
| –                                 | Sonstige     | –                | 1,8 %         |
| Wahlberechtigte: 51.819 Einwohner |              |                  |               |
| Wahlbeteiligung: 71,2 %           |              |                  |               |

Am 1. September 2020 legte Alexander Licht sein Mandat nieder und seine Ersatzbewerberin Karina Wächter rückte für die CDU in den Landtag nach.

## Wahl 2011
Die Ergebnisse der Wahl zum 16. Landtag Rheinland-Pfalz vom 27. März 2011:
| Direktkandidaten                  | Partei       | Wahlkreisstimmen | Landesstimmen |
| --------------------------------- | ------------ | ---------------- | ------------- |
| Bettina Brück                     | SPD          | 33,2 %           | 34,6 %        |
| Alexander Licht                   | CDU          | 40,5 %           | 37,7 %        |
| Sandra Heckenberger               | FDP          | 5,1 %            | 5,7 %         |
| Jutta Blatzheim-Roegler           | GRÜNE        | 12,2 %           | 12,9 %        |
| Rainer Stablo                     | DIE LINKE    | 3,5 %            | 2,7 %         |
| Hugo Bader                        | Freie Wähler | 5,6 %            | 3,4 %         |
| –                                 | Sonstige     | –                | 2,9 %         |
| Wahlberechtigte: 60.907 Einwohner |              |                  |               |
| Wahlbeteiligung: 62,3 %           |              |                  |               |

- Direkt gewählt wurde Alexander Licht (CDU).[6]
- Bettina Brück (SPD) wurde über die Landesliste (Listenplatz 31) in den Landtag gewählt.[8]
- Ebenfalls über die Landesliste (Listenplatz 5) wurde Jutta Blatzheim-Roegler (GRÜNE) in den Landtag gewählt.[8]

## Wahl 2006
Die Ergebnisse der Wahl zum 15. Landtag Rheinland-Pfalz vom 26. März 2006:
| Direktkandidaten                  | Partei   | Wahlkreisstimmen | Landesstimmen |
| --------------------------------- | -------- | ---------------- | ------------- |
| Bettina Brück                     | SPD      | 40,1 %           | 44,5 %        |
| Alexander Licht                   | CDU      | 41,8 %           | 33,3 %        |
| Ulrich Andreas Schwab             | FDP      | 10,1 %           | 11,2 %        |
| Britta Steck                      | GRÜNE    | 5,9 %            | 4,4 %         |
| Hans Werner Jung                  | WASG     | 2,2 %            | 1,9 %         |
| –                                 | Sonstige | –                | 4,6 %         |
| Wahlberechtigte: 61.930 Einwohner |          |                  |               |
| Wahlbeteiligung: 58,7 %           |          |                  |               |

- Direkt gewählt wurde Alexander Licht (CDU).[9]

| Wahl | Name            | Partei | Stimmenanteil |
| ---- | --------------- | ------ | ------------- |
| 1991 | Alexander Licht | CDU    | 45,9 %        |
| 1996 | Alexander Licht | CDU    | 46,4 %        |
| 2001 | Alexander Licht | CDU    | 43,9 %        |
| 2006 | Alexander Licht | CDU    | 41,8 %        |
| 2011 | Alexander Licht | CDU    | 40,5 %        |
| 2016 | Alexander Licht | CDU    | 37,9 %        |
| 2021 | Karina Wächter  | CDU    | 32,1 %        |